# Tombstone (filme)
Tombstone (br Tombstone - A Justiça Está Chegando; pt Tombstone) é um filme americano de 1993 do gênero western, escrito por Kevin Jarre e dirigido por George P. Cosmatos. O filme conta a história dos irmãos Earp, famosos homens da lei do Velho Oeste americano, a partir da chegada deles a Tombstone, cidade mineradora de prata localizada no Arizona. O filme superou em bilheteria o concorrente de 1994 Wyatt Earp, que trazia Kevin Costner como estrela do elenco e com um roteiro parecido. Além das referências históricas, o filme se baseia principalmente em Gunfight at the O.K. Corral, clássico do cinema de 1957.

## Sinopse
No século XIX, na violenta fronteira sudoeste dos Estados Unidos e México, uma quadrilha de bandoleiros que usam lenços vermelhos e é conhecida por "Os Cowboys", lideradas pelos famigerados "Curly Bill" Brocius e o psicopata Johnny Ringo, agem sem controle e aterrorizam a região, cometendo toda sorte de crimes e abusos. Mas a história começa a mudar quando os irmãos Earp chegam a Tombstone em busca de aproveitar a prosperidade da região baseada no garimpo da prata e enriquecer. Chega com eles, quase ao mesmo tempo, Doc Hollyday, amigo de Wyatt Earp desde os tempos de Dodge City. Earp ganhou reputação como grande xerife e logo é convidado pelas autoridades locais para assumir um cargo policial na cidade, que se encontra à mercê dos Cowboys. Mas Wyatt não quer saber mais de armas. Ele logo se torna sócio de um Bar que explora jogos e com a ajuda dos irmãos começa a ganhar bastante dinheiro.
Os irmãos trouxeram as esposas com eles para Tombstone, mas Mattie Balylock, a companheira de Wyatt, é dependente de um remédio à base da droga ópio, piorando seu estado cada vez mais e ao mesmo tempo que o marido se interessa por outra mulher, uma atriz de teatro também recém-chegada à cidade, a bela Josephine Marcus.
Com o assassinato do idoso xerife local Fred White e cansados dos abusos dos Cowboys, dois dos irmãos Earp, Virgil e Morgan, resolvem aceitar o cargo de xerifes da cidade, contrariando Wyatt. Os novos policiais proíbem armas na cidade, e com isso logo entram em confronto com os irmãos Clanton, membros da quadrilha dos Cowboys. Liderados por Ike, os irmãos Clanton e alguns companheiros quadrilheiros resolvem desafiar a proibição e entram armados na cidade. Quando estavam deixando os cavalos no Curral OK, chegam os Earp (acompanhados de Wyatt, que resolvera ajudar os irmãos) e Doc Hollyday. Recebem ordens de deixar as armas, não as obedecem e o tiroteio que se segue é violento, terminando com a vitória dos homens da lei. Mas Ike Clanton escapa e contará com a ajuda de toda a quadrilha dos Cowboys para se vingar dos Earp.

## Elenco
- Kurt Russell…Wyatt Earp
- Sam Elliott…Virgil Earp
- Val Kilmer…Doc Holliday
- Powers Boothe…"Curly Bill" Brocious
- Michael Biehn…Johnny Ringo
- Bill Paxton…Morgan Earp
- Dana Delany…Josephine Marcus
- Billy Zane…Mr. Fabian
- Charlton Heston... Henry Hooker
- Jason Priestley... Billy Breckinridge
- Terry O'Quinn Prefeito John Clum
- Robert Mitchum…Narrador
- Stephen Lang...Ike Clanton
- Michal Rooker...Sherman McMasters
- Thomas Haden Church...Billy Clanton
- Billy Bob Thornton...Johnny Tyler
- John Corbett...Barnes
- Frank Stallone...Ed Bailey
- Paula Malcomson...Allie Earp
- Dana Wheeler-Nicholson...Mattie Earp
- Harry Carey Jr...Fred White

Robert Mitchum iria interpretar o Velho Clanton, pai de Ike Clanton, mas sofreu um acidente com o cavalo e teve que deixar o papel. Muitas das falas dele passaram para Curly Bill, alçado a líder dos bandoleiros.

## Premiação
- Val Kilmer foi indicado a dois prêmios MTV Cinema em 1994.[carece de fontes?]